# Hellmuth Reinhardt
Hellmuth Reinhardt (* 27. Juni 1900 in Stuttgart; † 16. September 1989) war ein deutscher Generalmajor der Wehrmacht und der Bundeswehr. Er war u. a. Studienleiter an der Evangelischen Akademie Bad Boll und Vorsitzender der Gesellschaft für Wehrkunde.

## Leben

### Herkunft
Er war der Sohn des nachmaligen Generalleutnants Ernst Reinhardt (1870–1939) und dessen Ehefrau Anna, geborene Wedemeyer. Der spätere General der Infanterie Walther Reinhardt (1872–1930) und erste Chef der Heeresleitung der Reichswehr war ein Onkel.

### Militärlaufbahn

#### Württembergische Armee
Reinhardt besuchte das humanistische Eberhard-Ludwigs-Gymnasium Stuttgart und beendete sein Abitur am Gymnasium in Ludwigsburg. Als Fahnenjunker trat er am 12. Juni 1918 während des Ersten Weltkriegs in das Grenadier-Regiment „Königin Olga“ (1. Württembergisches) Nr. 119 der Württembergischen Armee in Stuttgart ein.
Nach Kriegsende wurde Reinhardt für ein forstwissenschaftliches Studium in Tübingen beurlaubt. Er war dann Angehöriger einer freiwilligen Studentenkompanie in Stuttgart und u. a. an der Niederschlagung der Münchner Räterepublik beteiligt.

#### Reichswehr
Am 1. Oktober 1919 wurde er in die Vorläufige Reichswehr übernommen, wo er seinen Dienst im Reichswehr-Schützen-Regiment 25 versah. Er besuchte die Infanterieschule in München und Wünsdorf. Mit der Bildung der Reichswehr entstand zum 1. Januar 1921 aus seinem bisherigen Verband das 13. Infanterie-Regiment, in dem er am 1. April 1922 zum Leutnant sowie am 1. Februar 1927 zum Oberleutnant befördert wurde. Als solcher folgte im Frühjahr 1927 die Ernennung zum Adjutanten des III. Bataillons. Zwischen 1929 und 1932 fungierte er als Aufsichtsoffizier an der Infanterieschule in Dresden. Anfang Oktober 1933 wurde Reinhardt auf die Kriegsakademie nach Berlin kommandiert, stieg am 1. April 1934 zum Hauptmann auf.

#### Wehrmacht
Ab Juli 1935 war er in der Organisationsabteilung des Reichskriegsministeriums tätig. Am 1. Oktober 1936 folgte seine Versetzung in den Generalstab des Heeres. Am 12. Oktober 1937 wurde er Kompaniechef im Infanterie-Regiment 119 und am 1. Juni 1938 zum Major im Generalstab befördert. Am 10. November 1938 wurde Reinhardt Zweiter Generalstabsoffizier (Ib) im Generalkommando des V. Armeekorps in Stuttgart.
Mit Beginn des Zweiten Weltkrieges fungierte er ab 10. September 1939 als Erster Generalstabsoffizier (Ia) der 4. Panzer-Division. Nach seiner Beförderung zum Oberstleutnant (1. November 1940) wurde er am 15. November unter General Friedrich Olbricht Chef des Stabes im Allgemeinen Heeresamt im Oberkommando des Heeres. Am 1. Juni 1942 wurde er zum Oberst ernannt und trat am 1. Dezember 1943 in die Führerreserve. Als seinen Nachfolger im Allgemeinen Heeresamt schlug er Oberstleutnant i. G. Claus Schenk Graf von Stauffenberg vor, den er bereits aus der Organisationsabteilung kannte und der ebenfalls ein Alumnus des Eberhard-Ludwigs-Gymnasiums war; er wies Stauffenberg in seine neue Tätigkeit ein.
Am 1. April 1944 wurde Reinhardt zum Chef des Generalstabs der an der Ostfront stehenden 8. Armee ernannt und am 1. Juni des gleichen Jahres zum Generalmajor befördert. Am 7. Dezember 1944 wechselte er in die gleiche Position zu der an der Westfront stehenden 1. Armee. Am 28. Dezember 1944 wurde er bis zum Kriegsende im Mai 1945 Chef des Generalstabs beim Wehrmachtbefehlshaber in Dänemark (Armee-Oberkommando Lindemann).
Er wurde u. a. mit dem Deutschen Kreuz in Silber ausgezeichnet.

#### Bundeswehr
Vom 7. Juni 1945 bis 1. April 1948 befand er sich in britischer Kriegsgefangenschaft (u. a. Kriegsgefangenenlager Zedelgem).
Am 1. Januar 1956 wurde er als Brigadegeneral in die Bundeswehr übernommen und am 5. April des Folgejahres zum Generalmajor der Bundeswehr befördert. Am 10. Juni 1956 wurde er zum Chef des Truppenamtes bestellt und am 1. Oktober 1960 als Befehlshaber im Wehrbereich V nach Stuttgart berufen.
Nach seiner Verabschiedung am 30. September 1962 erhielt er das Große Verdienstkreuz des Verdienstordens der Bundesrepublik Deutschland.

### Sonstiges
Nach der Kriegsgefangenschaft wurde er bis 1955 zum Mitarbeiter der Historical Division berufen. Er arbeitete als „Heimarbeiter“ der Operational History (German) Section in Königstein und später in Karlsruhe.
1963 fungierte er einjährig als Studienleiter und Leiter der Abteilung für Soldatenfragen an der Evangelischen Akademie in Bad Boll und zwischen 1965 und 1971 als Vorsitzender der Gesellschaft für Wehrkunde.